# Ленково (Болгарія)
Ле́нково (болг. Ленково) — село в Плевенській області Болгарії. Входить до складу общини Гулянці.

## Населення
За даними перепису населення 2011 року у селі проживали 384 особи.
Національний склад населення села:
| Національність   | Кількість осіб | Відсоток |
| ---------------- | -------------- | -------- |
| болгари          | 370            | 96,4%    |
| цигани           | 12             | 3,1%     |
| Всього відповіли | 384            |          |

Розподіл населення за віком у 2011 році:
Динаміка населення: